# IxSHE Tell
《IxSHE Tell》是由HOOKSOFT在2018年2月23日發售的戀愛冒險類型成人遊戲，2018年7月27日發售Fan disc。ENTERGRAM於2020年1月30日發售PlayStation 4、PlayStation Vita、任天堂Switch版。

## 故事
絢星館學園的學生會會長二宮肇要解開長達百年的傳統校規「禁止戀愛」後，不久後因為陸續被五位少女們告白導致在學園引發一場騷動。

## 角色

### 主要角色
二宮肇
本作的男主角。絢星館學園二年級學生兼學生會的會長。因為希望有與女友一起生活而解禁校規，也因此受到學生們的歡迎。
花守栞織（聲優：波奈束風景）
肇的同學兼青梅竹馬。從小時候就喜歡肇因此支持他解禁，自認是最理解他的人。
小清水香純（聲優：奏雨）
肇的同學，從小時候就認識肇並且喜歡他，為了告白而特地轉學到他的班級卻也因此在學園引發騷動。
結城彩楓（聲優：卯衣）
肇的學姊，連任兩年的絢星館學園校花。住家經營餐廳「砂時計」。
古塚由依（聲優：鈴谷麻耶）
海咲浜學園的學生兼學生會的會長，當地名家的大小姐，青葉和萌楓的朋友。
山吹芳乃（聲優：桐谷永美）
肇的同學兼學生會的副會長，否定戀愛派的代表者。

### 其他角色
二宮青葉（聲優：平野響子）
肇的妹妹，海咲浜學園的三年級學生。
八角美鈴（聲優：今谷皆美）
絢星館學園的英文老師兼學生會的顧問。
結城萌楓（聲優：和央きりか）
彩楓的妹妹，海咲浜學園的三年級學生。
内巻真希菜（聲優：木村あやか）
肇的學妹。
花守保聖（聲優：梅小路乒乓）
栞織的弟弟，肇的學弟。
泊和小吉（聲優：芦久比剥巳）
肇的學弟，學生會的書記。

## 主題曲
片頭曲「Opening Ceremony」（オープニングセレモニー）
作詞：，作曲、編曲：，主唱：櫻川惠
片尾曲「I know! Harmony」
作詞：，作曲、編曲：，主唱：中惠光城

## 評價
《IxSHE Tell》在日本美少女游戏与动画相关商品销售网站Getchu.com的2018年2月销量榜上排名第4名。《IxSHE Tell》獲得萌系遊戲大賞2018年度的月間賞及純愛系作品獎。

## 外部連結
- 官方網站 （页面存档备份，存于）（日語）
- PS4/PSV/NS版官方網站 （页面存档备份，存于）（日語）
- Fandisc官方網站 （页面存档备份，存于）（日語）
- 英文版官方網站 （页面存档备份，存于）（英文）